# Polichni
Polichni (gr. Πολίχνη) − miasto w Grecji, w administracji zdecentralizowanej Macedonia-Tracja, w regionie Macedonia Środkowa, w jednostce regionalnej Saloniki, w gminie Pawlos Mela. W 2011 roku liczyło 39 332 mieszkańców.